# Messerschmitt Me 323 Gigant
Мессершмітт Ме 323 «Гігант» (нім. Messerschmitt Me 323 «Gigant») — німецький важкий транспортний літак часів Другої світової війни, вантажопідйомністю до 12 тонн. Всього було побудовано 198 машин.
Me 323 в основному використовувався для забезпечення німецьких військ в Тунісі та Північній Африці у 1943—1944 роках, роблячи вильоти з Італійського півострова і з острова Сицилія, а також на Кавказі та Криму.
Початок реконструйованої   "МРІЇ" 

## Історія
Messerschmitt Me 323 «Gigant» — найбільший, для свого часу, транспортний літак у світі (вантажопідйомність — до 12 тон), побудовано на базі важкого вантажного планера Me 321 «Gigant» і двигунів французької фірми «Gnome-Rһone», захоплених на складах окупованої Франції. Він перевершував основний транспортник Люфтваффе Ju 52 за вантажопідйомністю в 5 разів, а по економічності — майже в 2 рази (0,57 проти 1 літра палива на тонно-кілометр).

## Тактико-технічні характеристики
Приведені нижче характеристики відповідають модифікації Me 323 D-1.

### Технічні характеристики
- Екіпаж: 5 осіб
- Пасажировмісність: 130 осіб
- Довжина: 28,50 м
- Розмах крила: 55,24 м
- Висота: 9,60 м
- Площа крила: 300,50 м²
- Маса пустого: 27 000 кг
- Маса спорядженого: 29 600 кг
- Максимальна злітна маса: 43 000 кг
- Маса корисного навантаження: 11 000 кг
- Двигуни: 6 радіальних 14-циліндрових Gnome-Rhône 14N повітряного охолодження
- Потужність: 6×950 к.с. (700 КВт)

### Льотні характеристики
- Максимальна швидкість: 285 км/г
- Крейсерська швидкість: 210 км/г
- Практична дальність: 800 км
- Перегінна дальність: 1100 км
- Практична стеля: 4700 м
- Швидкопідйомність: 3,6 м/с
- Час набору висоти: 4000 м за 35 хвилин

### Озброєння
- Кулеметне: до 18× 7,9 мм кулеметів MG 15

## Галерея

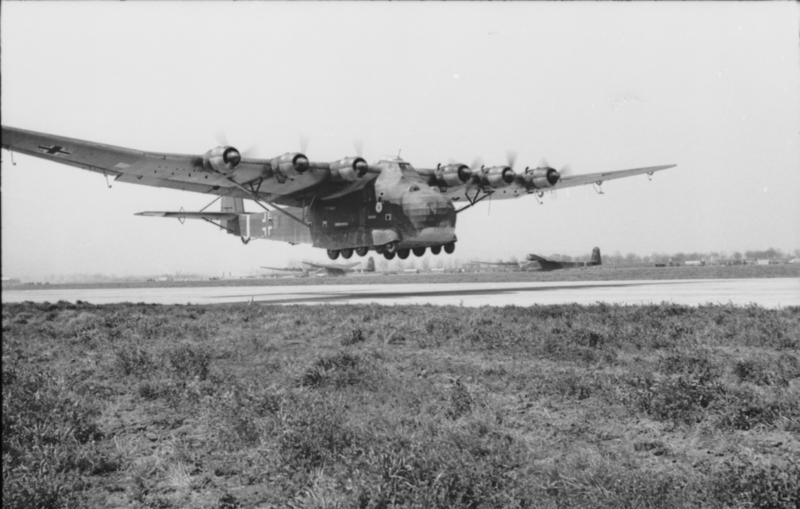
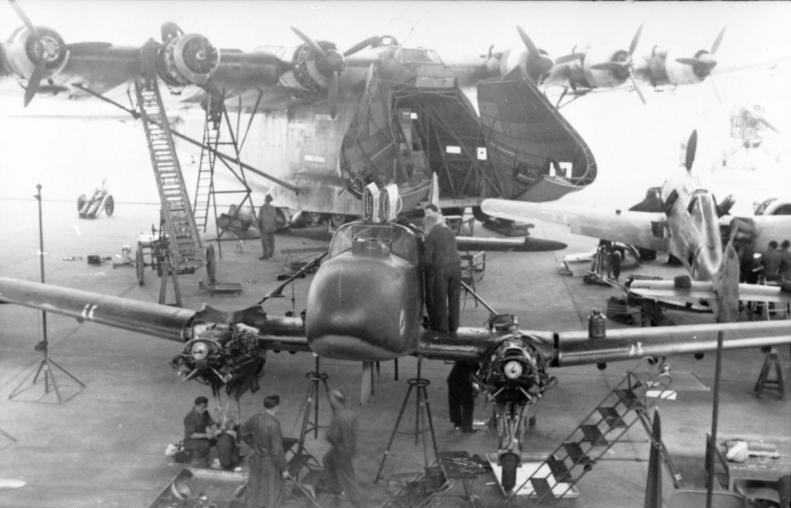
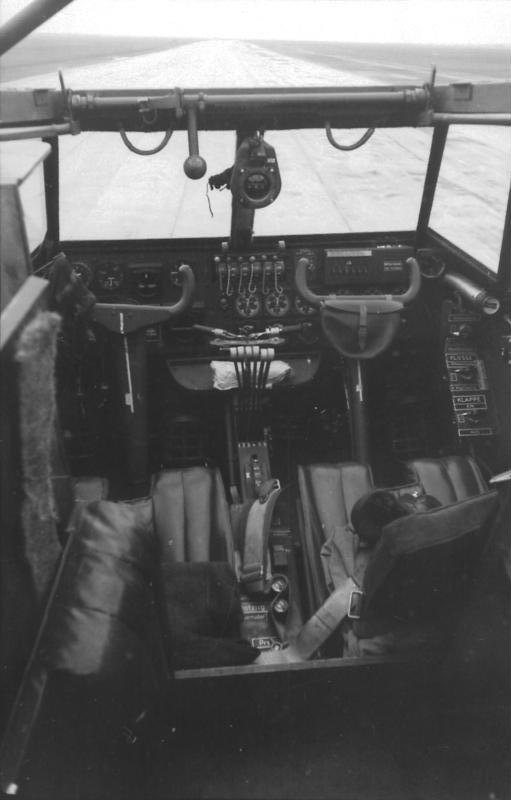
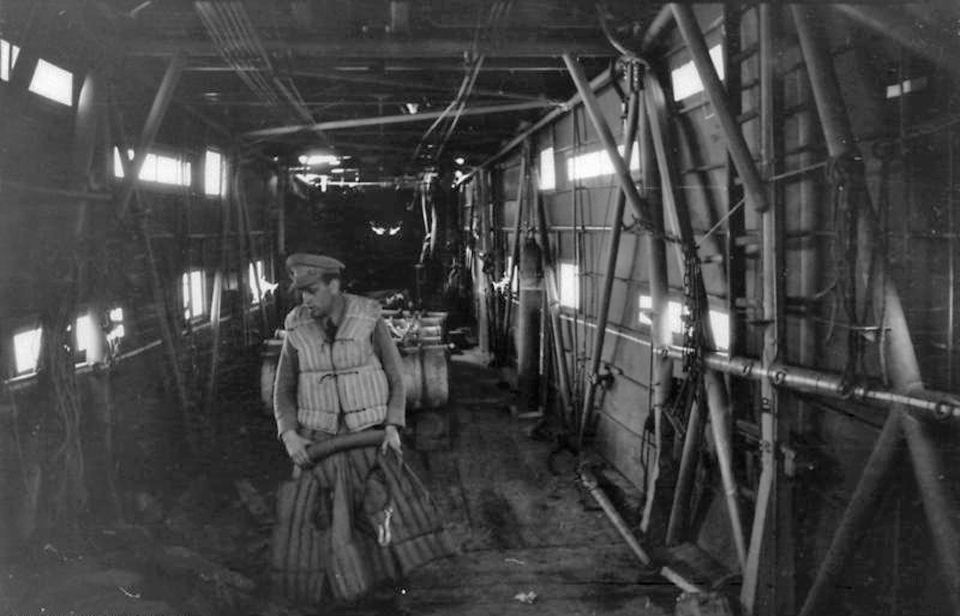
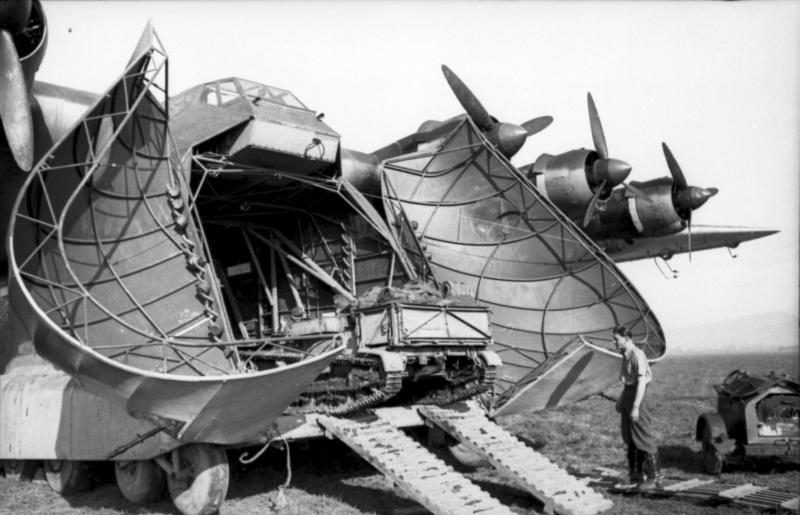
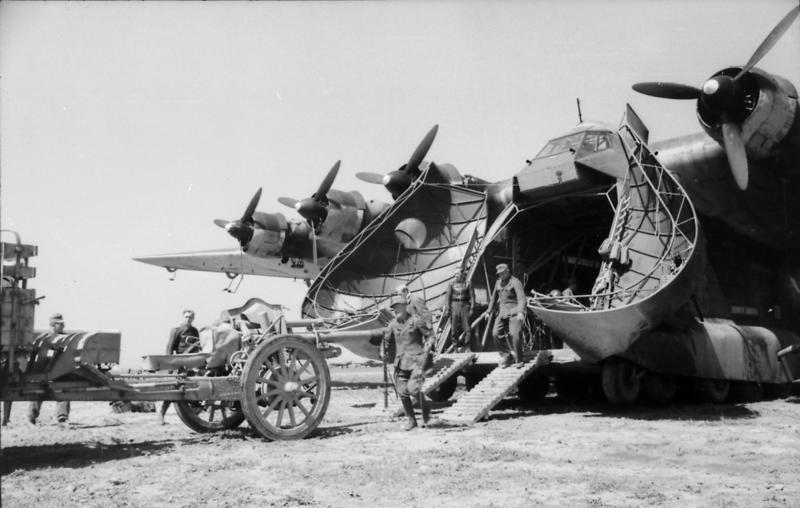

### Шестимоторні літаки Німеччині
- Blohm & Voss BV 222 Wiking — літаючий човен, важкий транспортний та морський патрульний
- Blohm & Voss BV 238 — прототип літаючого човна, важкий транспортний та морський патрульний
- Junkers Ju 390 — важкий транспортний, морський патрульний та дальній бомбардувальник